# Comuna Muta
Muta (Občina Muta) este o comună din Slovenia, cu o populație de 3.640 de locuitori (2002).

## Localități
Gortina, Mlake, Muta, Pernice, Sv. Jernej nad Muto, Sv. Primož nad Muto